# Phos
Phos là một chi ốc biển, là động vật thân mềm chân bụng sống ở biển trong họ Buccinidae.

## Các loài
Các loài trong chi Phos gồm:
- Phos alabaster Fraussen, 2003[4]

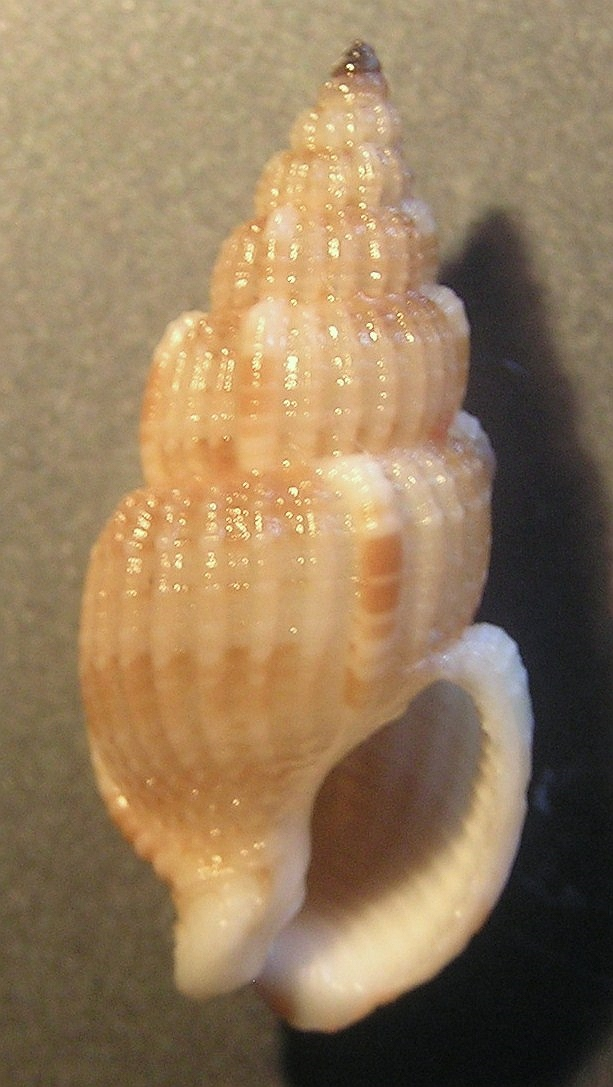
Phos varicosus

- Phos blainvillei Deshayes in Bélanger, 1832
- Phos boucheti Fraussen, 2003[5]
- Phos crassus Hinds, 1843
- Phos cumingii Reeve, 1846
- Phos cyanostoma (A. Adams, 1850)[6]
- Phos deforgesi Fraussen, 2003[7]
- Phos dumalis (Philippi, 1851)
- Phos gemmulifer Kilburn, 2000[8]
- Phos grateloupianus (Petit, 1853)[9]
- Phos muriculatus Sowerby, 1859[10]
- Phos nodicostatus A. Adams, 1851
- Phos roseatus Hinds, 1844[11]: đồng nghĩa của Antillophos roseatus (Hinds, 1844)
- Phos sculptilis Watson, 1886
- Phos senticosus (Linnaeus, 1758) [12]
- Phos temperatus Fraussen & Poppe, 2005[13]
- Phos textilis A. Adams, 1851
- Phos textus (Gmelin, 1791)[14]
- Phos vandenberghi Fraussen & Poppe, 2005[15]
- Phos virgatus Hinds, 1844

Cơ sở dữ liệu Indo-Pacific Molluscan cũng ghi nhận các loài sau với danh pháp đang sử dụng:
- Phos bathyketes Watson, 1882: đồng nghĩa của Antillophos bathyketes (Watson, 1882)
- Phos borneensis Sowerby, 1859: đồng nghĩa của Antillophos borneensis (G.B. Sowerby, 1859)
- Phos elegantissimus Hayashi & Habe, 1965: đồng nghĩa của Antillophos elegantissimum (Hayashi & Habe, 1965)
- Phos gladysiae Melvill & Standen, 1901
- Phos hayashii Shikama, 1977: đồng nghĩa của Antillophos hayashii (Shikama, 1977)
- Phos hirasei Sowerby, 1913: đồng nghĩa của Antillophos hirasei (G.B. Sowerby, 1913)
- Phos laeve Kuroda & Habe in Habe, 1961: đồng nghĩa của Antillophos laeve (Kuroda & Habe in Habe, 1961)
- Phos makiyamai Kuroda, 1961: đồng nghĩa của Antillophos makiyamai (Kuroda, 1961)
- Phos minutus Schepman, 1911: đồng nghĩa của Antillophos minutus (Schepman, 1911)
- Phos naucratoros Watson, 1882: đồng nghĩa của Antillophos naucratoros (Watson, 1882)
- Phos nigroliratus Habe, 1961: đồng nghĩa của Antillophos nigroliratum (Habe, 1961)
- Phos pyladeum Kato, 1995: đồng nghĩa của Antillophos pyladeum (Kato, 1994)
- Phos retecosus Hinds, 1844: đồng nghĩa của Antillophos retecosus (Hinds, 1844)
- Phos varicosus Gould, 1849

## Hình ảnh

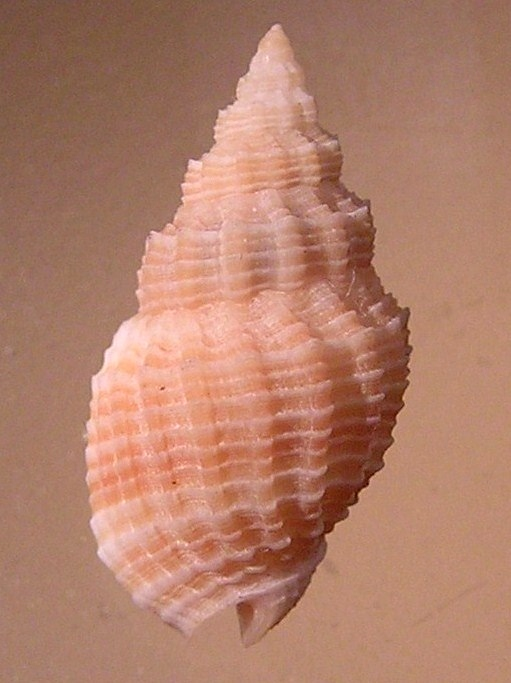
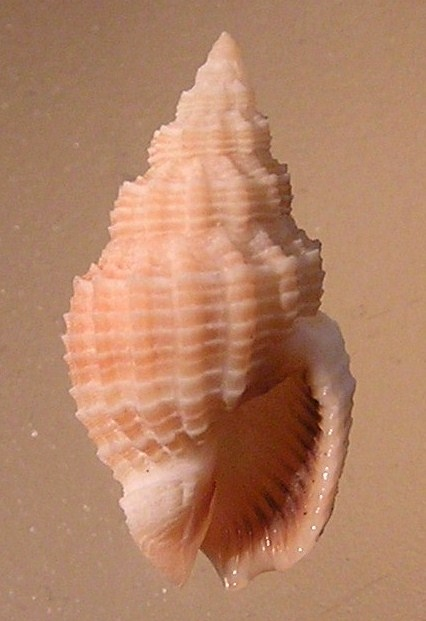
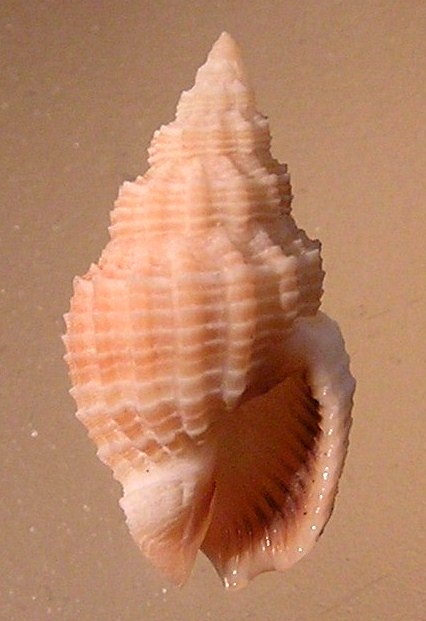